# Manto (geología)
Un manto es una capa dentro de un cuerpo planetario limitado por debajo por un núcleo y arriba por una corteza. Los mantos están hechos de roca o hielo, y generalmente son la capa más grande y masiva del cuerpo planetario. Los mantos son característicos de los cuerpos planetarios que han sufrido diferenciación por densidad. Todos los planetas terrestres (incluida la Tierra), varios asteroides y algunas lunas planetarias tienen mantos. 

## El manto de la tierra

La estructura interna de la tierra

El manto de la Tierra es una capa de roca de silicato entre la corteza y el núcleo externo. Su masa de 4.01 × 10 24 kg es el 67% de la masa de la Tierra. Tiene un espesor de 2900 kilómetros (1802,0 mi) que representan aproximadamente el 84% del volumen de la Tierra. Es predominantemente sólido, pero en el tiempo geológico se comporta como un fluido viscoso. La fusión parcial del manto en las crestas del océano medio produce la corteza oceánica, y la fusión parcial del manto en las zonas de subducción produce la corteza continental.

## Otros mantos planetarios
Mercurio tiene un manto de silicato de aproximadamente 490 km de espesor, que constituye solo el 28% de su masa. El manto de silicato de Venus tiene aproximadamente 2800 km de espesor, lo que constituye alrededor del 70% de su masa. El manto de silicato de Marte tiene aproximadamente 1600 km de espesor, constituyendo ~ 74-88% de su masa, y puede estar representado por meteoritos de chassignita.

## Lunas con mantos
Las lunas de Júpiter Io, Europa y Ganímedes tienen mantos de silicato; el manto de silicato de ~ 1100 km de Io está cubierto por una corteza volcánica, el manto de silicato de ~ 1315 km de espesor de Ganímedes está cubierto por ~ 835 km de hielo, y el manto de silicato de ~ 1165 km de Europa está cubierto por ~ 85 km de hielo y posiblemente agua líquida.
El manto de silicato de la luna de la Tierra tiene aproximadamente 1300–1400 km de espesor, y es la fuente de los basaltos lunares. El manto lunar podría estar expuesto en la cuenca del Polo Sur-Aitken o en la cuenca del Crisium. El manto lunar contiene una discontinuidad sísmica a ~ 500 km de profundidad, muy probablemente relacionado con un cambio en la composición. 
Titán y Tritón tienen cada uno un manto hecho de hielo u otras sustancias volátiles sólidas.

## Asteroides con mantos
Algunos de los asteroides más grandes tienen mantos; por ejemplo, Vesta tiene un manto de silicato similar en composición a los meteoritos de diogenita.

## Otras lecturas
- Don L. Anderson, Theory of the Earth, Blackwell (1989), es un libro de texto que trata sobre el interior de la Tierra y ahora está disponible en la web. Consultado el 23 de diciembre de 2007.
- Jeanloz, Raymond (2000). «Mantle of the Earth».  En Haraldur Sigurdsson; Bruce Houghton; Hazel Rymer, eds. Encyclopedia of Volcanoes. San Diego: Academic Press. pp. 41–54. ISBN 978-0-12-643140-7.  Jeanloz, Raymond (2000). «Mantle of the Earth».  En Haraldur Sigurdsson; Bruce Houghton; Hazel Rymer, eds. Encyclopedia of Volcanoes. San Diego: Academic Press. pp. 41-54. ISBN 978-0-12-643140-7.  Jeanloz, Raymond (2000). «Mantle of the Earth».  En Haraldur Sigurdsson; Bruce Houghton; Hazel Rymer, eds. Encyclopedia of Volcanoes. San Diego: Academic Press. pp. 41-54. ISBN 978-0-12-643140-7.
- Nixon, Peter H. (1987). Manto xenolitos: J. Wiley & Sons, 844p., ( ISBN 0-471-91209-3    ).
- Donald L. Turcotte y Gerald Schubert, Geodynamics, Cambridge University Press, Tercera edición (2014), ISBN 978-1-107-00653-9    (tapa dura) ISBN 978-0-521-18623-0    (Libro en rústica)